# Jaume Grau Ciscar
Jaume Grau Ciscar (Tabernes de Valldigna, Valencia, Comunidad Valenciana, España, 5 de mayo de 1997), conocido como Jaume Grau, es un futbolista español. Juega en la posición de centrocampista y su equipo es el AVS Futebol SAD de la Primeira Liga.

## Trayectoria
Jaume Grau se formó en las categorías inferiores del Valencia C. F. y en 2013 ingresó en la cantera del Real Madrid para iniciar el período juvenil. Tras una temporada en el Juvenil C y dos en el Juvenil A, fue cedido al C. D. A. Navalcarnero en Segunda B. Después de su primera experiencia en la categoría de bronce, regresó al Real Madrid Castilla C. F. para ser uno de sus referentes. Su rendimiento le sirvió para que Santiago Solari lo convocase para un partido del primer equipo blanco. Durante las temporadas 2017-18 y 2018-19 jugó 68 partidos en las filas del Real Madrid Castilla, 60 de ellos como titular.
En julio de 2019 se convirtió en jugador del C. A. Osasuna, firmando un contrato por tres temporadas, e inmediatamente fue cedido al C. D. Lugo para jugar en la Segunda División. El curso siguiente volvió a ser cedido, en esta ocasión al C. D. Tondela que jugaba en la Primeira Liga.
El 19 de enero de 2022 se anunció su salida del equipo navarro al Real Zaragoza a coste cero. El acuerdo entre ambos clubes incluía un pago 500 000 euros si el conjunto aragonés ascendía a Primera División durante la duración de su contrato y disputaba el 50% de los partidos en los que estuviera disponible, además de obtener un 25% de la plusvalía de una futura venta.
El 22 de agosto de 2024, después de rescindir su contrato con el conjunto aragonés, regresó a Portugal para jugar en el AVS Futebol SAD.

## Clubes
| Equipo                         | País     | Año       | Partidos | Goles |
| ------------------------------ | -------- | --------- | -------- | ----- |
| Real Madrid Castilla C. F.     | España   | 2015-2019 | 68       | 1     |
| C. D. A. Navalcarnero (cedido) | España   | 2016-2017 | 25       | 0     |
| C. A. Osasuna                  | España   | 2019-2022 | 3        | 0     |
| C. D. Lugo (cedido)            | España   | 2019-2020 | 28       | 0     |
| C. D. Tondela (cedido)         | Portugal | 2020-2021 | 32       | 0     |
| Real Zaragoza                  | España   | 2022-2024 | 85       | 5     |
| AVS Futebol SAD                | Portugal | 2024-     | 32       | 2     |

Fuentes: BDFutbol y Ceroacero.